# Lukas Gabbichler
Lukas Gabbichler (* 12. Mai 1998) ist ein österreichischer Fußballspieler.

## Karriere
Gabbichler begann seine Karriere bei der SU Naintsch. Zur Saison 2009/10 wechselte er in die Jugend des SC Weiz. Im März 2012 wechselte er zum Grazer AK. Ab März 2013 spielte er in der AKA HIB Liebenau. Ab der Saison 2014/15 kam er zudem in der Akademie des SK Sturm Graz zum Einsatz.
Im Jänner 2017 wechselte er zum viertklassigen SV Lebring. Im März 2017 debütierte er in der Landesliga, als er am 16. Spieltag der Saison 2016/17 gegen den USV St. Anna in der 73. Minute für Mario Kreimer eingewechselt wurde. Im April 2017 erzielte er bei einem 2:0-Sieg gegen den USV Gnas sein erstes Tor in der Landesliga. Bis Saisonende kam er in allen 14 Landesligaspielen zum Einsatz und erzielte dabei ein Tor. In der Saison 2017/18 absolvierte er ebenfalls alle 30 Spiele, in denen er drei Tore erzielte.
Zur Saison 2017/18 wechselte Gabbichler zum Regionalligisten SC Weiz. Sein Debüt in der Regionalliga gab er im Juli 2017, als er am ersten Spieltag jener Saison gegen den FC Gleisdorf 09 in der 68. Minute für Patrick Durlacher eingewechselt wurde. Sein erstes Tor in der dritthöchsten Spielklasse erzielte er im September 2017 bei einer 4:1-Niederlage gegen die Amateure von Sturm Graz. In seiner ersten Saison bei Weiz kam er zu 21 Ligaeinsätzen, in denen er vier Tore erzielte. In der Saison 2018/19 kam er in allen 30 Spielen zum Einsatz und erzielte dabei 14 Tore.
Zur Saison 2019/20 wechselte er zum Bundesligisten TSV Hartberg, bei dem er einen bis Juni 2021 laufenden Vertrag erhielt. Sein Debüt in der Bundesliga gab er im September 2019, als er am sechsten Spieltag jener Saison gegen den SKN St. Pölten in der 69. Minute für Stefan Rakowitz ins Spiel gebracht wurde. Bis Saisonende kam er zu zwölf Bundesligaeinsätzen für die Hartberger. In der Saison 2020/21 spielte er jedoch kaum eine Rolle mehr und fand sich lediglich zweimal im Spieltagskader wieder, wurde hierbei zweimal kurz vor Spielende eingewechselt.
Daraufhin wechselte Gabbichler im Jänner 2021 zum Zweitligisten Grazer AK, bei dem er einen bis Juni 2022 laufenden Vertrag erhielt. In zweieinhalb Jahren beim GAK kam er zu 38 Einsätzen in der 2. Liga, in denen er siebenmal traf. Nach der Saison 2022/23 verließ er die Steirer. Zur Saison 2023/24 kehrte er anschließend zum Regionalligisten Weiz zurück. Für Wiez kam er in jener Spielzeit zu 27 Regionalligaeinsätzen, in denen er 18 Tore erzielte.
Zur Saison 2024/25 wechselte Gabbichler zum Zweitligisten Floridsdorfer AC, bei dem er einen bis 2026 laufenden Vertrag erhielt.